# En natt forbi
En natt forbi är det fjärde studioalbumet med den norska vissångaren Jan Eggum. Albumet utgavs 1979 av skivbolaget CBS och innehåller låten "En natt forbi" som ursprungligen skrevs av Eggum för Wenche Myhre till hennes album Wenche från 1976. Jan Eggum deltog också vid inspelningen av detta album som gav Wenche Myhre Spellemannprisen 1976.
En natt forbi återutgavs på CD 1996 av skivbolaget Grappa Musikkforlag.

## Låtlista
Sida 1
1. "Smuler fra de rikes bord" – 5:05
2. "En sang fra vest" – 5:01
3. "Fordi du er sann" – 4:15
4. "Porno-vise" – 2:46
5. "Vi har en drøm" – 3:57

Sida 2
1. "Kort opphold" – 5:45
2. "Aldri røre" – 4:00
3. "En natt forbi" – 3:02
4. "Eneboeren" – 3:24
5. "Jeg lover deg" – 5:11

Alla låtar skrivna av Jan Eggum.

## Medverkande
Musiker
- Jan Eggum – sång, gitarr
- Trygve Thue – gitarr, körsång
- Tom Salisbury – piano, keyboard, synthesizer, arrangement
- Alf Emil Eik – basgitarr
- Svein Christiansen – trummor, percussion
- Kristin Berglund – körsång
- Filharmonien - div. instrument
- Rolf Sandvik – dirigent

Produktion
- Trygve Thue – musikproducent, ljudtekniker
- Tom Salisbury – musikproducent
- Bruno Oldani – omslagskonst, foto
- Konsis – omslagsdesign